# Bubo ascalaphus

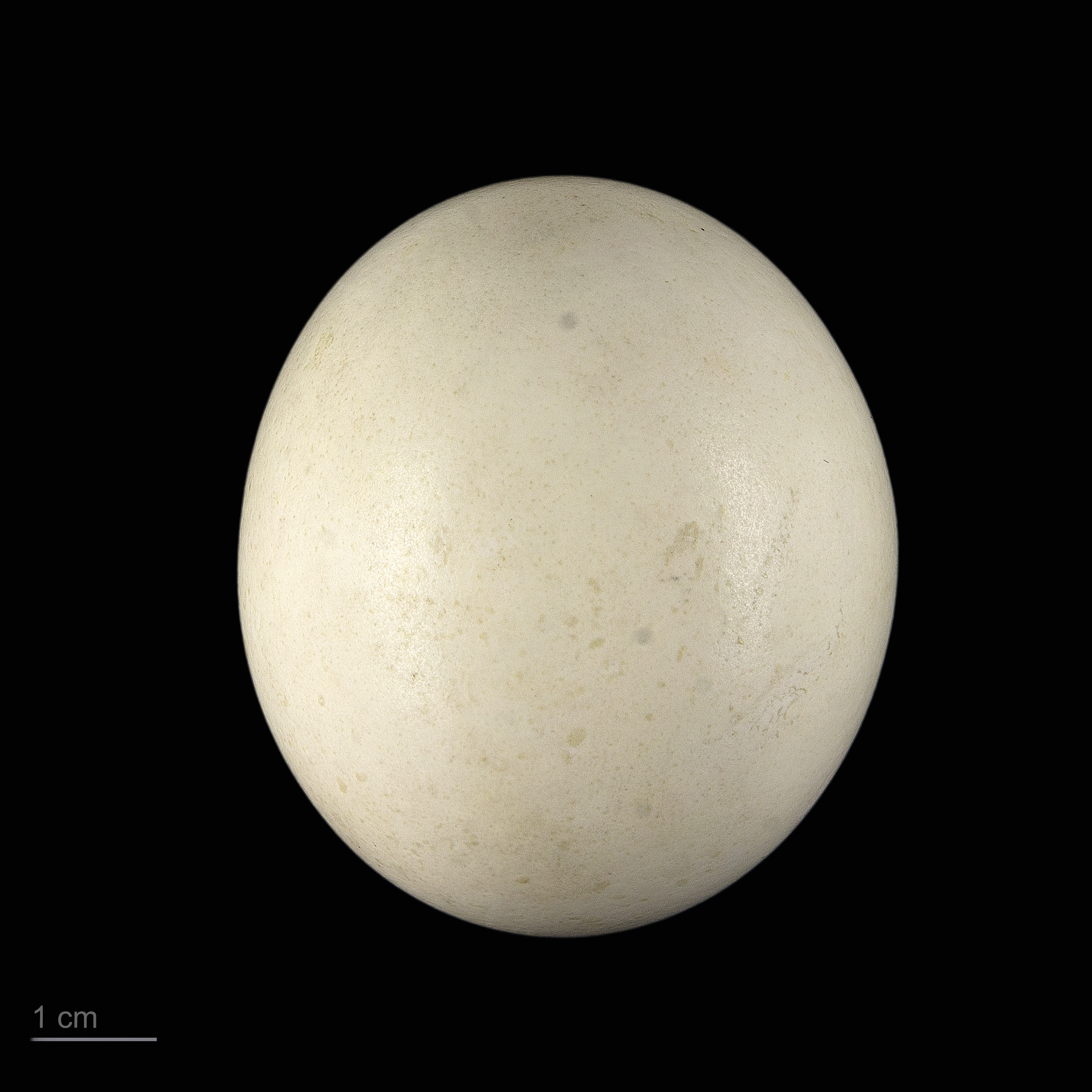
Bubo ascalaphus - MHNT

El búho del desierto, búho desértico o búho del Sahara (Bubo ascalaphus), también conocido en la nomenclatura anglosajona como búho faraón es una especie de búho natural del norte de África y Oriente Medio donde habita principalmente zonas desérticas.

## Taxonomía
Fue descrito por primera vez por el naturalista francés Marie Jules Savigny en 1809, que observó la especie durante la expedición francesa a Egipto (1798-1801).
Ha sido considerado como parte de la especie Bubo bubo pero hay diferencias en la morfología y en la vocalización que lo sitúan como especie propia, aunque las pruebas de ADN no han sido concluyentes.
Actualmente se reconocen dos subespecies: 
- B. a. ascalaphus, extendida desde Marruecos hasta Egipto, y en Oriente Medio Israel y Siria.
- B. a. desertorum, extendida por el norte de África, pero más al sur, desde el Sahara y Mauritania en el oeste hasta Sudán en el este. También existe una población en la península de Arabia.

## Descripción
Mide entre 46-50 cm lo que convierte a esta especie en una de las más pequeñas del género Bubo. Pesa sobre unos 2 kilos teniendo la hembra un peso mayor al macho. Posee unos llamativos ojos amarillo anaranjados y un plumaje moteado. La cabeza, el pecho y la parte superior del cuerpo presenta tonos anaranjados y cremas densamente salpicados con manchas negras y de colores blancuzcos; en cambio, la parte inferior del pecho y el abdomen son blancos con líneas onduladas en tonos marrones. La cara tiene la forma ovalada típica de la mayoría de los búhos delimitada por rayas negras a los lados, un robusto pico negro y con forma de gancho, y la cabeza está coronada por dos penachos emplumados que parecen orejas (sus verdaderas orejas se encuentran en el lateral de la cabeza).

## Distribución y hábitat
Esta especie habita todo el norte de África así como la península arábiga y partes de Oriente Próximo. Su hábitat natural comprende diversos biomas como son: desiertos, semidesiertos y matorrales, sabanas y bosque mediterráneo en la zona costera del norte de África. Además se le puede encontrar en montañas, acantilados y zonas rocosas.

## Comportamiento
El búho del desierto es una especie nocturna que sale de caza al anochecer abarcando un área de aproximadamente 5 km². Es una especie carnívora que caza pequeños animales que incluyen mamíferos (principalmente roedores, siendo los garbillos su presa favorita), aves, serpientes, lagartos, escarabajos o escorpiones. Se suele posar sobre algún lugar elevado desde el que observa y escucha a posibles víctimas a su alrededor antes de lanzarse sobre su presa.
Es una especie monógama que toma pareja de por vida. La reproducción se produce a finales de invierno y suelen construir su nido entre rocas o huecos que encuentran en paredes rocosas. La hembra pone dos huevos que incubará durante 31 días. Las crías serán alimentadas por ambos progenitores y dejarán el nido cuando tengan entre 20 y 35 días de edad, aunque seguirán dependiendo de sus padres durante algunos meses más.

## Conservación
El búho del desierto se extiende por una amplia zona geográfica en la que es relativamente abundante, además la población de esta especie permanece estable, lo que ha llevado a que la conservación de esta especie por la UICN se considere como Preocupación Menor. 